# شهرستان خانقاه
ناحیهٔ خانقه (به ازبکی: Xonqa District) یک منطقهٔ مسکونی در ازبکستان است که در استان خوارزم واقع شده‌است.